# Betty Blue (modèle)
Betty Blue (14 août 1931 - 23 août 2000) était une mannequin et actrice américaine. Elle fut la Playmate du mois du magazine Playboy pour le numéro de novembre 1956. Son dépliant central a été photographié par Hal Adams. Sur cette photo, et pour la dernière fois dans l'histoire du magazine, une présence masculine est manifeste par la main tendant une allumette enflammée pour offrir du feu à Betty Blue qui s'apprête à fumer une cigarette lors d'un moment de détente pendant une séance de pose.
Nudiste revendiquée, Betty Blue était showgirl à l'hôtel et casino El Rancho Vegas avant de devenir Playmate ; elle a posé pour d'autres magazines masculins avant et après avoir rejoint la famille Playboy . Elle a également réalisé d'autres séances de photos nues pour Playboy, généralement de manière anonyme, et peut être vue dans une photo seins nus du milieu des années 1990 dans Le livre des Playmates (page 44) .
Betty Blue a eu une carrière d'actrice limitée, principalement dans des publicités télévisées et dans certains films de série B.
De 1957 à 1963, Betty a été mariée au producteur et réalisateur Harold Lime . Ils se sont remariés en 1991.
À sa mort à la suite d'une insuffisance cardiaque, ses cendres ont été répandues sur le terrain du manoir Playboy,.

## Filmographie
- 1971 : Femmes en révolte : Betty
- 1961 : Pas ce soir Henry : Pocahontas